# آشیکور
اچیکورت (به فرانسوی: Achicourt) یک کمون در فرانسه است که در پا-دو-کاله واقع شده‌است.

## خصوصیات
اچیکورت ۵٫۹۴ کیلومترمربع مساحت و ۷٬۷۲۷ نفر جمعیت دارد و ۷۲ متر بالاتر از سطح دریا واقع شده‌است.